# Kengo Tanaka
Kengo Tanaka (japanisch 田中 謙吾 Tanaka Kengo; * 30. Dezember 1989 in der Präfektur Kanagawa) ist ein ehemaliger japanischer Fußballspieler.

## Karriere
Tanaka erlernte das Fußballspielen in der Schulmannschaft der Gyosei High School und der Universitätsmannschaft der Nippon Sport Science University. Seinen ersten Vertrag unterschrieb er 2012 beim AC Nagano Parceiro. Der Verein spielte in der dritthöchsten Liga des Landes, der Japan Football League. 2013 wurde er mit dem Verein Meister der Japan Football League und stieg in die J3 League auf. Für den Verein absolvierte er 76 Ligaspiele. 2019 wechselte er zum Erstligisten Matsumoto Yamaga FC. Am Ende der Saison 2019 stieg der Verein in die zweite Liga ab. Im Januar 2021 kehrte er zu seinem ehemaligen Verein Nagano Parceiro zurück. Für Nagano absolvierte er 15 Ligaspiele. Im Januar 2022 wechselte er zum Drittligaaufsteiger Iwaki FC. Am Ende der Saison 2022 feierte er mit dem Verein aus Iwaki die Meisterschaft und den Aufstieg in die zweite Liga. Nach insgesamt sieben Ligaspielen für Iwaki beendete er im Januar 2025 seine Karriere als Fußballspieler.

## Erfolge
Iwaki FC
- Japanischer Drittligameister: 2022  ▲